# Bilanga
Bilanga är en ort i Burkina Faso.   Den ligger i regionen Est, i den östra delen av landet, 170 kilometer öster om huvudstaden Ouagadougou. Bilanga ligger 280 meter över havet och antalet invånare är 3 470.
Terrängen runt Bilanga är platt. Runt Bilanga är det ganska glesbefolkat, med 36 invånare per kvadratkilometer.. Det finns inga andra samhällen i närheten.
Trakten runt Bilanga består till största delen av jordbruksmark.